# Usmerjeno vrtanje
Usmerjeno vrtanje, tudi horizontalno vrtanje (angleško Directional drilling (boring) ali slant drilling) je način vrtanja, pri katerem se usmerja vrtalno glavo v različne smeri - za razliko od konvencionalnega enosmernega (vertikalnega) vrtanja. Ta tehnika se uporablja v naftnoplinski industriji in v gradbeništvu.
V prvem primeru poveča količino pridobljene nafte ali plina in omogoča vrtanje v polja, ki jih z vertikalnim vrtanjem ne bi mogli dosežti. Trenutni rekord za usmerjeno vrtanje je 10 kilometrov (horizontalno) od mesta vrtanja. Je pa ta način vrtanja po navadi počasnejši. 
Pionirja horizontalnega vrtanja sta bila H. John Eastman in Roman W. Hines leta 1934.